# Neoperla divergens
Neoperla divergens är en bäcksländeart som beskrevs av Peter Zwick 1986. Neoperla divergens ingår i släktet Neoperla och familjen jättebäcksländor. Inga underarter finns listade i Catalogue of Life.